# Waldfriedhof Darmstadt
Der Waldfriedhof Darmstadt liegt im Westwald am westlichen Stadtrand von Darmstadt.

## Geschichte
Der markante Friedhof wurde zu Beginn des Ersten Weltkrieges nach Plänen von August Buxbaum angelegt und 1914 eingeweiht. Als erstes Gebäude entstand das Krematorium 1913 bis 1914. Nach Verzögerungen durch den Ersten Weltkrieg wurden die Aussegnungs- und Leichenhalle 1918 fertiggestellt, der Rest der Friedhofsgebäude folgte bis 1922.
Der Waldfriedhof ist hufeisenförmig mit einer Länge von etwa 650 m angelegt. Er wird symmetrisch durch den großen Hauptweg (Nord-Süd-Achse in der Mitte), mehrere Diagonalen sowie Rundwege erschlossen. Der Eingang des Waldfriedhofes zeichnet sich durch eine markante Architektur aus. Neben dem Portal und dem halbrunden Säulengang, in dem Grüfte mit schweren Deckeln angelegt wurden, befinden sich auf der Ost- und Westseite zwei symmetrisch gestaltete Kuppelbauten mit 17,5 m Durchmesser sowie die jeweils baugleichen Verwaltungs- und Wohngebäude am Ende des Säulengangs.
Die Rückseite des Säulengangs ist als Kolumbariumwand zur Aufbewahrung von 945 Urnen ausgebildet. Im Zentrum der Friedhofsbauten auf dem Vorplatz steht ein Brunnen, flankiert von zwei Säulen mit Urnen.
Eindrücklich sind das Ehrenmal und die Gedenkstätte für die Toten beider Weltkriege. Innerhalb des weiträumigen Ehrenmales befindet sich ein Massengrab für die etwa 12.000 Opfer der Brandnacht am 11. September 1944, die vielfach nicht mehr identifizierbar waren. Das Areal ist als Rondell ausgebildet. Auf Bronzetafeln an der Mauer des unteren Umgangs sind die Namen der Toten verzeichnet. Die drei großen, liegenden Bronzefiguren, die an die Opfer der Brandnacht erinnern, schuf der Darmstädter Bildhauer Fritz Schwarzbeck.
Die Kriegsgräberanlage wurde Anfang der 1950er-Jahre erbaut.
Am Ostrand der Anlage steht ein großes Kreuz aus Beton.
Auf dem Sockel befindet sich die Inschrift „Ihr seid uns unvergessen“.
Zwischen dem Betonkreuz und dem Hauptweg liegen die Toten auf drei halbrund angelegten Ebenen.
Auf der zentralen, untersten Ebene liegen die Toten der Brandnacht.
Unmittelbar vor dieser Gedenkstätte befand sich die Figurengruppe „Opfer“ von Schwarzbeck aus dem Jahre 1958.
Sie bestand aus drei auf dem Boden liegenden Bronzereliefs.
Die Reliefs symbolisierten eine schlafende Familie; bestehend aus Vater, Mutter und Kind.
Im Dezember 2017 wurden die Reliefs entwendet.
Der Verbleib der dreiteiligen Figurengruppe „Opfer“ aus Bronzeguss ist bis dato unbekannt.
Im März 2023 wurde eine Neuschöpfung aus Steinguss installiert.
Auf der anderen Seite des Hauptweges, im Westteil des Friedhofs, liegt ein großes freies Gräberfeld, welches für Katastrophenfälle reserviert ist.

## „Krematorium Waldfrieden“
Östlich der Aussegnungs- und Leichenhalle wurde ein neues Krematorium gebaut.
Die ab dem Jahre 2000 geltenden neuen Schadstoffgrenzwerte des Bundesimmissionsschutzgesetzes erzwangen den Bau eines neuen Krematoriums.
Das neue Krematorium ging im März 2001 in Betrieb, es ermöglicht bis zu 4500 Einäscherungen jährlich.
In dem Gebäude gibt es 63 Kühlräume.
Im Jahr 2008 wurde das Krematorium in „Krematorium Waldfrieden“ umbenannt.
Seit 2010 gibt es im „Krematorium Waldfrieden“ einen neuen Andachtsraum, bei dem auf konfessionelle Symbole verzichtet wurde.
Eine individuelle Gestaltung der Gedenkfeier wurde damit ermöglicht.
Die Übergabe des Sarges in die Flammen kann auf einen Bildschirm übertragen werden.

## Grabstätten bekannter Persönlichkeiten
- Michael Balling
- Ferdinand H. Barth
- Johann Becker
- Adolf Beyer
- Johannes Bischoff
- Sophie Bischoff-David
- Rudolf Brill
- Hermann Geibel
- Eduard Göbel
- Friedrich-Wilhelm Gundlach
- Dorothea Hollatz
- Willy Jaeckel
- Georg Friedrich Knapp
- Arnold Krieger
- Karl Küpfmüller
- Wilhelm Leuschner
- Paul Meissner
- Mehrere Mitglieder der Familie Merck
- Albin Müller
- Waldemar Petersen
- Hartmuth Pfeil
- Friedrich Pützer
- Hans Rasp
- Fritz Schwarzbeck
- Frank Thiess
- Helga Timm
- Heinrich Winter (Historiker)
- Rainer Witt
- Joseph Würth

### Ehrengräber
| Person                            | Lebensdaten | Gewann         | Bild |
| --------------------------------- | ----------- | -------------- | ---- |
| Eugen Bracht                      | (1842–1921) | L 3b 3         |      |
| Heinrich von Brentano di Tremezzo | (1904–1964) | R 12b 57       |      |
| Otto von Brentano di Tremezzo     | (1855–1927) | R 12b 57       |      |
| August Buxbaum                    | (1876–1960) | L 2h 1         |      |
| Michail von Dolivo-Dobrowolsky    | (1862–1919) | R 6a 6         |      |
| Wilhelm Glässing                  | (1865–1929) | L 6a 13        |      |
| Danny Gürtler                     | (1875–1917) | L 4a 12        |      |
| Erasmus Kittler                   | (1852–1929) | L 6a 15/16     |      |
| Paula Ludwig                      | (1900–1974) | R 14f 4/10     |      |
| Carlo Mierendorff                 | (1897–1943) | L 3c 7d        |      |
| Max Noack                         | (1905–1971) | LS Wand 4 B 37 |      |
| Melchior Palágyi                  | (1859–1924) | R 14 – 2c 109  |      |
| Alexander Posch                   | (1890–1950) | L 13 d 24      |      |
| Hans Schiebelhuth                 | (1895–1944) | L 9a 11        |      |

## Sonstiges
Das alte Krematorium wird jetzt für kulturelle Veranstaltungen genutzt.
Seit Mai 2014 befindet sich in dem ehemaligen Wohngebäude, im westlichen Gebäudeflügel, ein Café.
Siehe auch: Liste der Kulturdenkmäler auf dem Waldfriedhof

## Bildergalerie

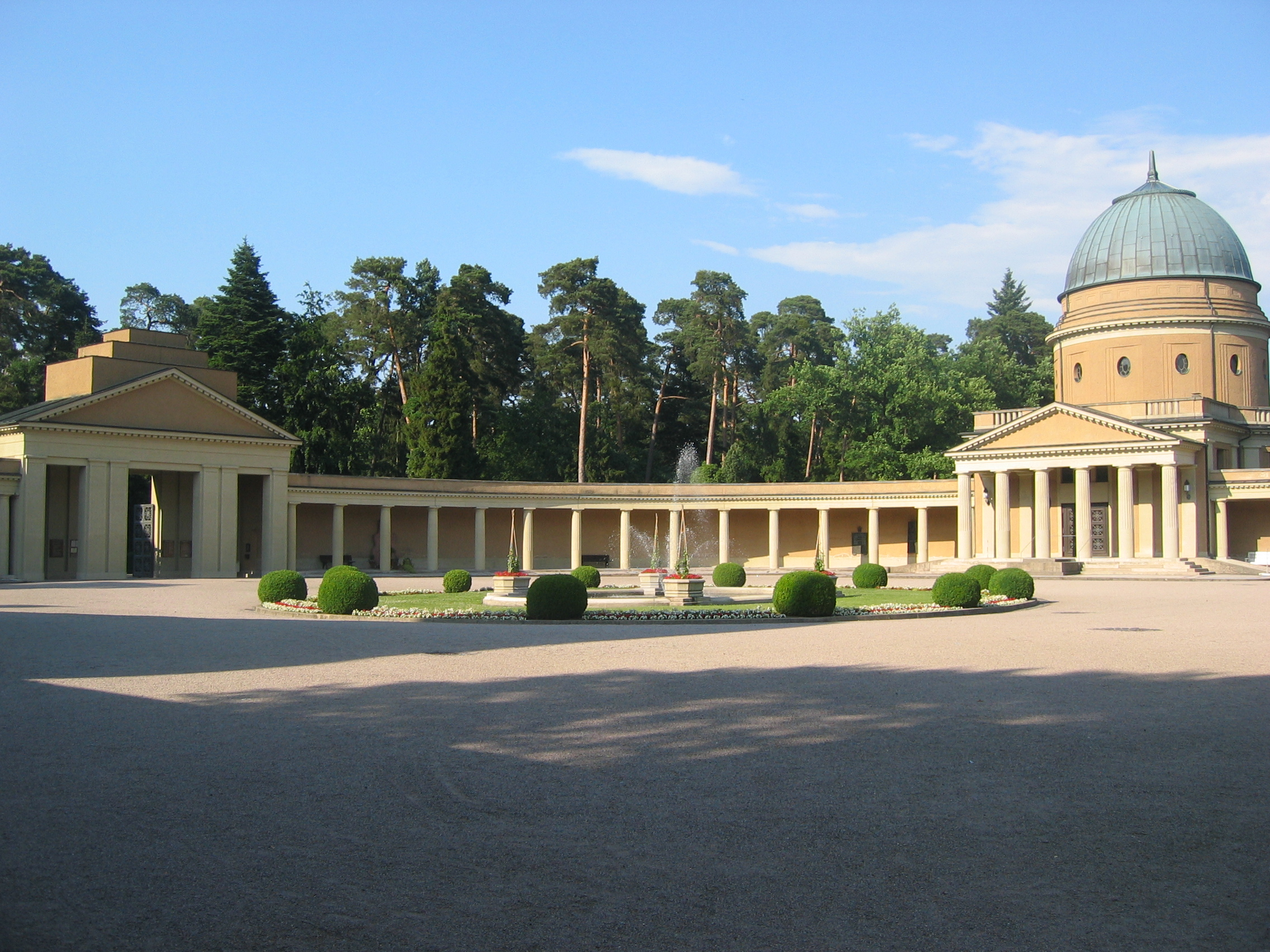
Haupteingang mit Säulengang und östlicher Trauerhalle (2008)
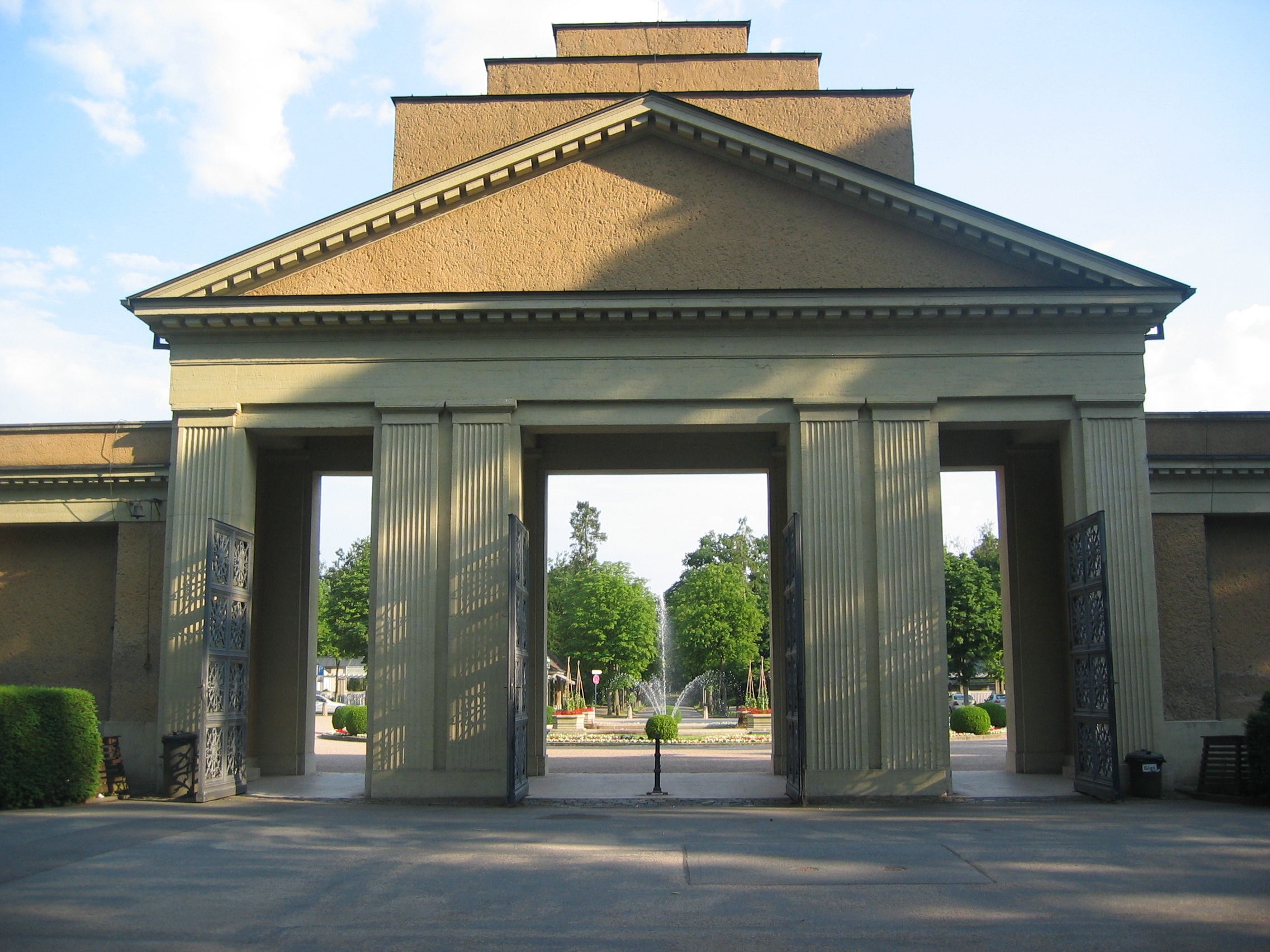
Eingangsportal von der Friedhofsseite aus gesehen (2008)
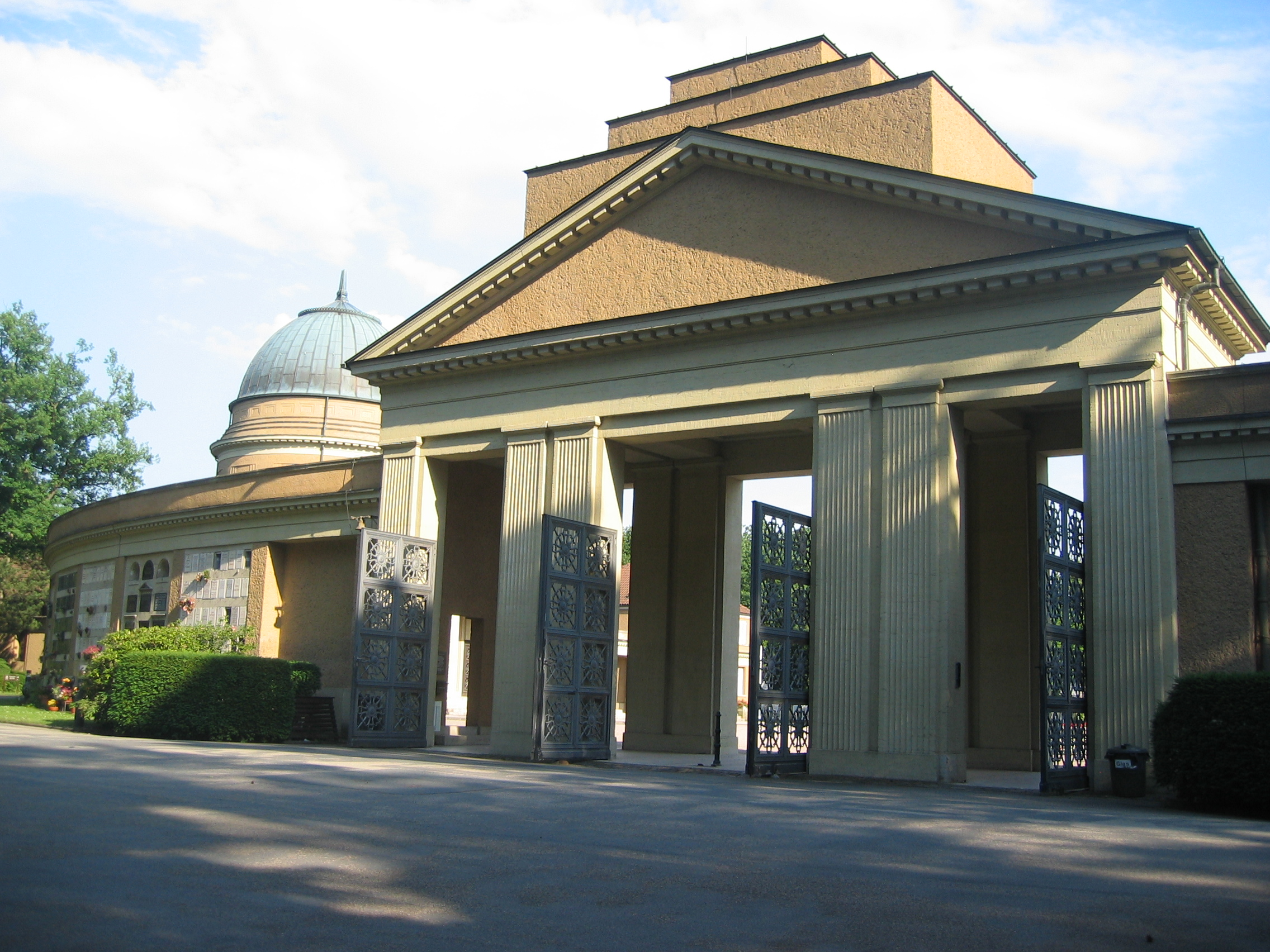
Haupteingang mit Urnenmauer, von der Friedhofsseite aus gesehen (2008)
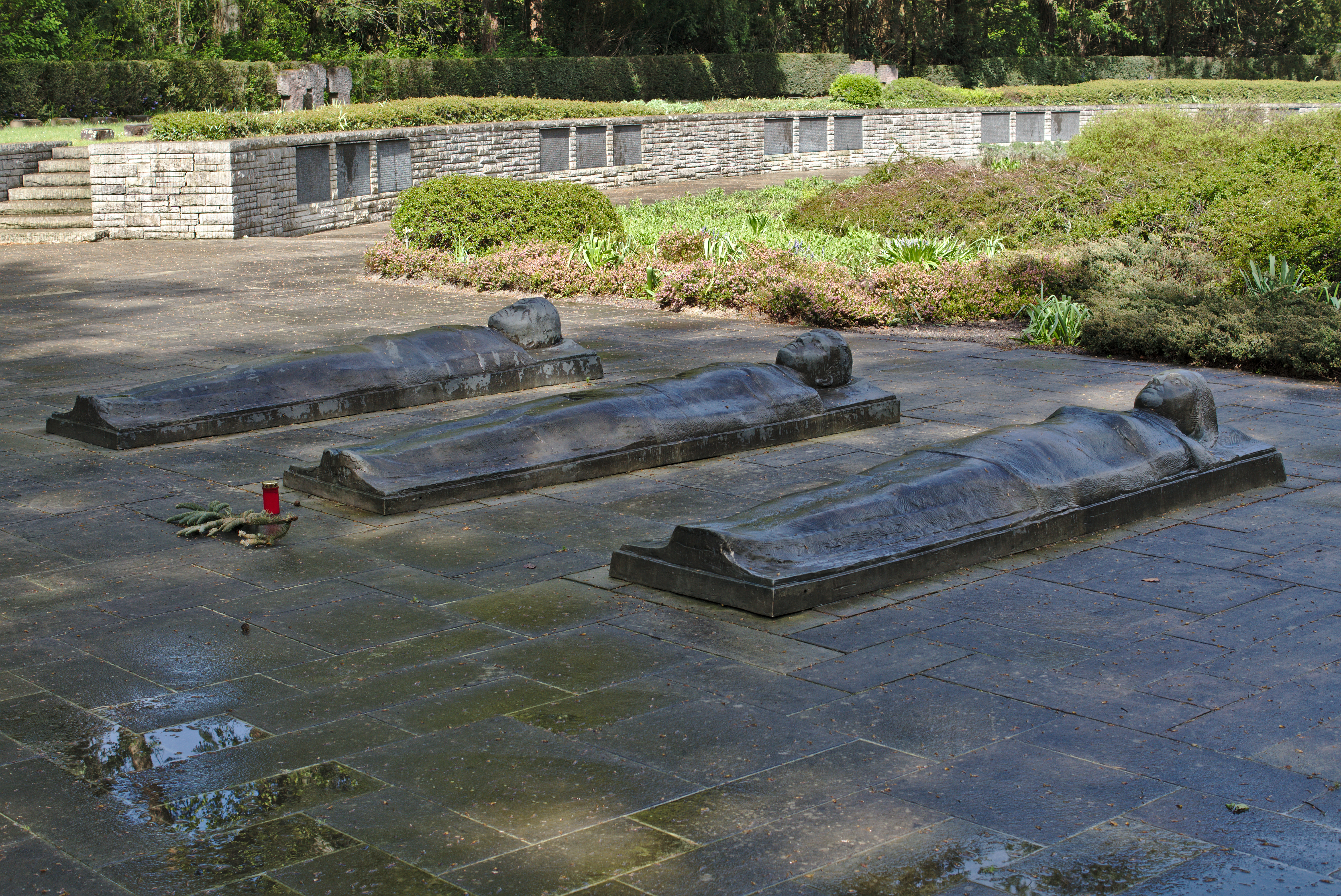
Kriegsopferdenkmal (2016)
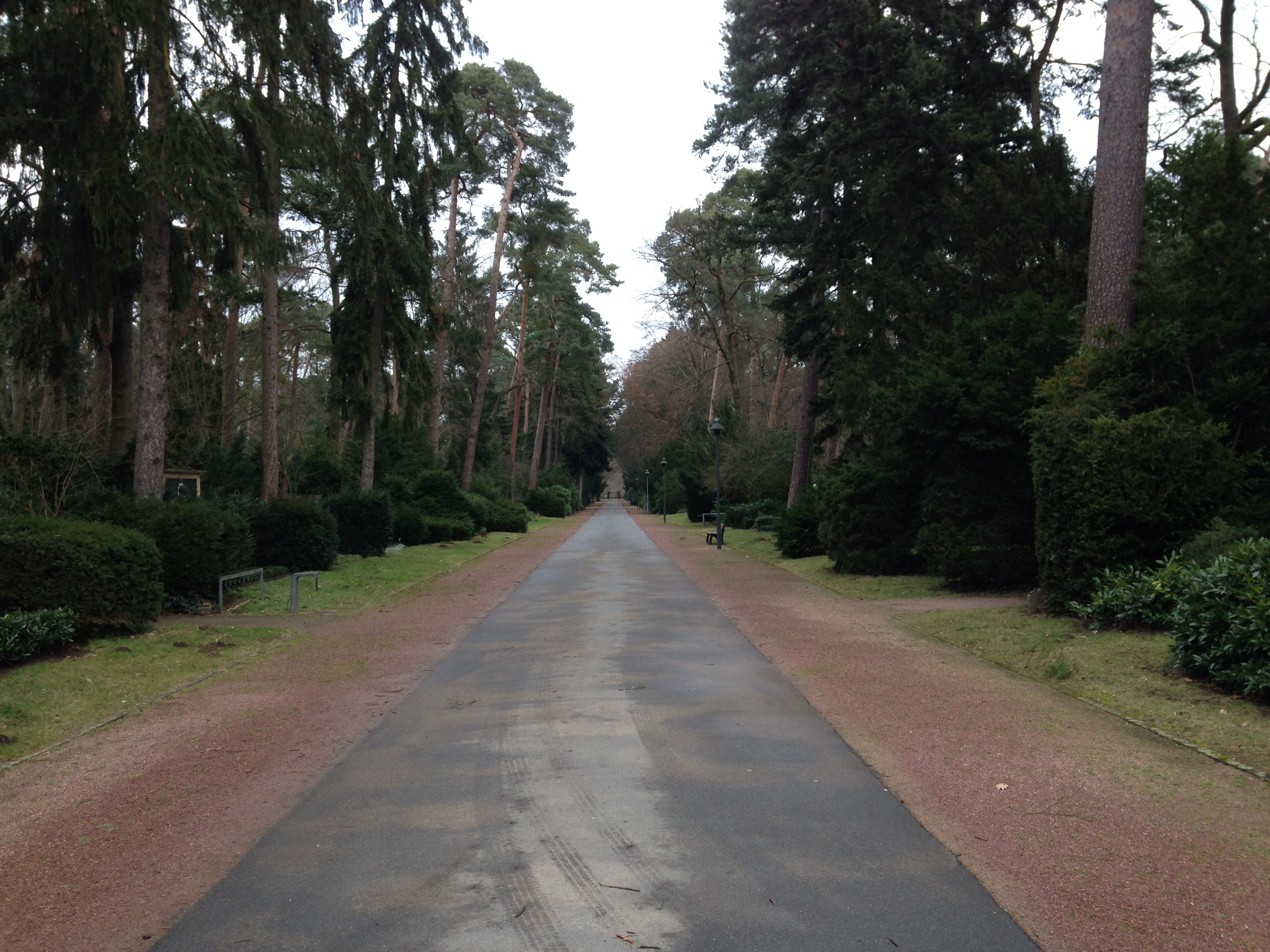
Eine der Hauptachsen des Friedhofs (2014)
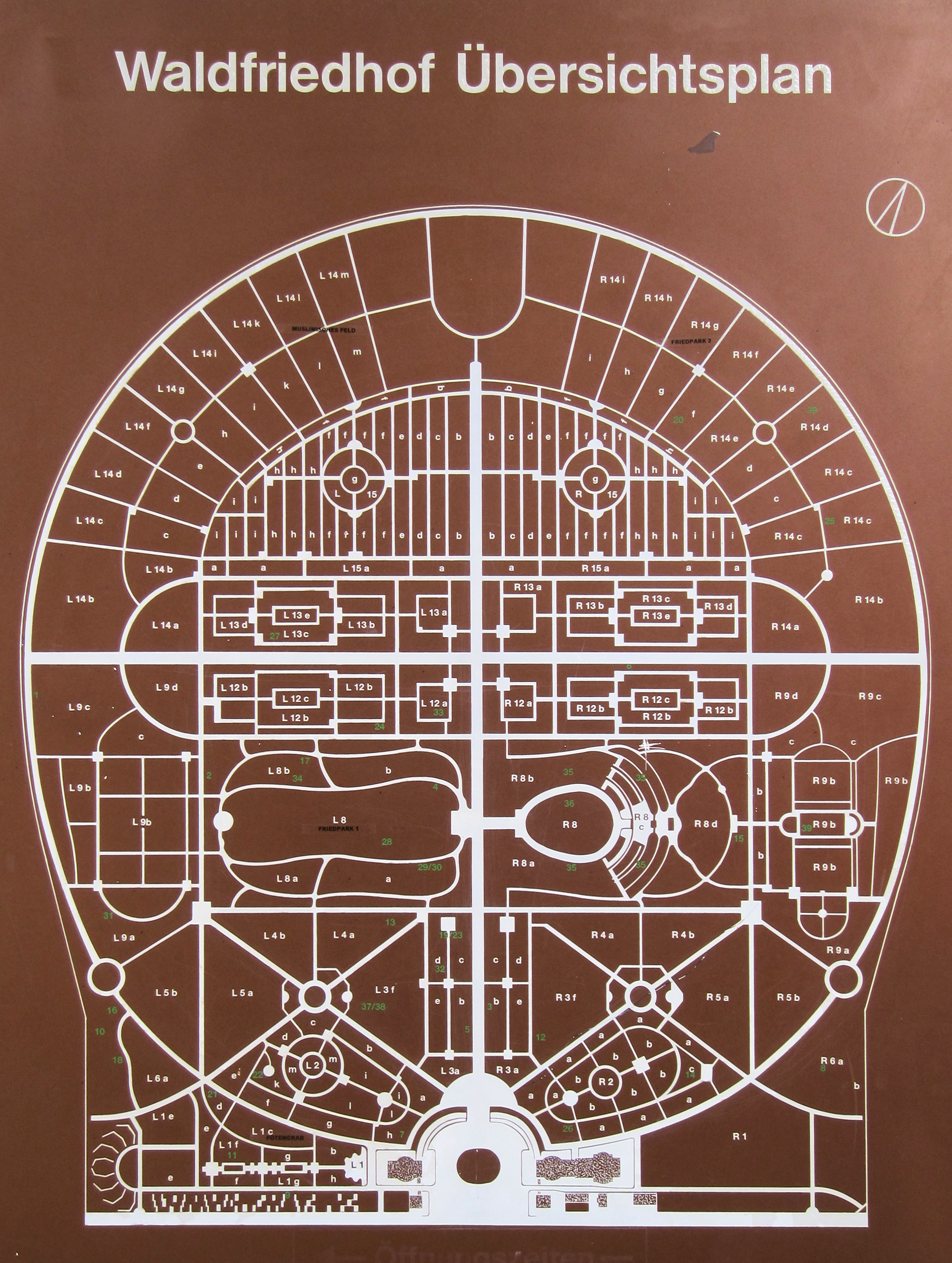
Übersichtsplan (2023)